# Рицци-Дзаннони, Джованни Антонио
Джованни Антонио Рицци-Дзаннони (2 сентября 1736, Падуя — 20 мая 1814, Неаполь) — итальянский картограф и географ.

## Биография

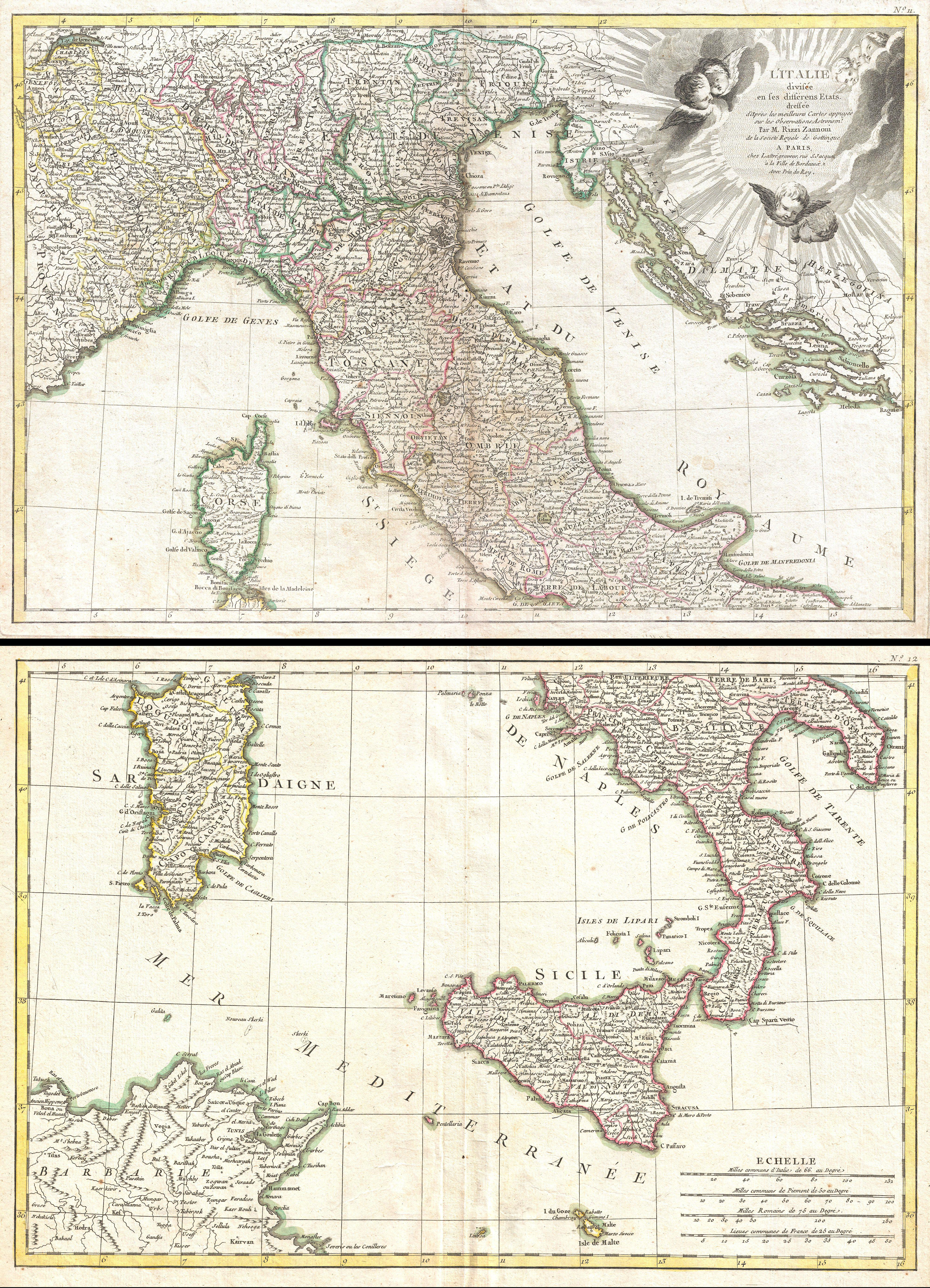
Карта Италии 1770 года

Согласно сохранившейся записи крещения Джованни Антонио Рицци-Дзаннони родился в семье Джироламо Рици Дзаннони и Елены Маркьори и был крещен 9 сентября 1736 в Падуе в приходе Святого Мартина. В 1749—1751 годах Джованни Антонио был учеником Джованни де Полени, профессора астрономии в университете Падуи. После путешествий по Италии и другим странам (Турция и Россия) Рицци-Дзаннони начал свою карьеру картографа в 1753 году в Польше, куда был приглашен королем Августом III. Здесь Джованни Антонио Рицци-Дзаннони составил карту Польши, которая была признана лучшей, чем предыдущие. В 1756 году Джованни Антонио переехал в Швецию и Данию, где в том же году получил задание провести геодезические измерения датских владений в округах Ольденбург и Дельменхорст (в настоящее время часть Германии). В 1757 году он отправился в Германию, где поступил на службу Пруссии, участвовавшей в Семилетней войне. Во время битвы при Росбахе (5 ноября 1757 года), в котором прусские войска, во главе с Фридрихом Великим, победили французско-имперскую армию, Джованни Антонио был взят в плен и направлен в Париж. В Париже, где он прожил более двадцати лет, Рицци Дзаннони познакомился с Фердинандо Галиани, секретарем неаполитанского посольства. Это побудило его создать, основываясь на лучших существующих источниках, карту Неаполитанского королевства. Во Франции Джованни Антонио построил успешную карьеру и с 1772 по 1774 год работал инженером-гидрографом.
В 1776 году Рицци-Дзаннони вернулся в Падую и задумал грандиозный проект по созданию карты Италии на 15 листах на основании астрономически-геодезических данных. Данная работа не была завершена, ограничившись «Картой Падуи с окрестностями» (1780), потому что в то же время Джованни Антонио был приглашен в Неаполь, чтобы переработать карту 1769 года. В Неаполе, куда он прибыл в 1781 году, Рицци-Дзаннони убедил министра иностранных дел маркиза Беккаделли дель Самбука, и государственного секретаря и торгового и военно-морского министра, адмирала Джона Актона, о необходимости создания совершенно новой карты, а не усовершенствования старой парижской карты. Оба министра заверили его о первоначальном финансировании. С самого начала считалось целесообразным разработать два отдельных атласа, сухопутный и морской. Данная работа длилась три десятилетия, в результате был создан «Географический атлас Неаполитанского королевства» на 32 больших листах, который был завершен в 1812 году.
Через два года, в 1814 году, Джованни Антонио Рицци-Дзаннони скончался в Неаполе.